# 外国語
外国語（がいこくご、英: foreign language、仏: langue étrangère、独: Fremdsprache）とは、外国の言語。一般には特定の国家において、その国の公用語ではなく、国民に広く話されていない言語を指す。これに対比する概念は「自国語」や「母国語」と言う。
例えばスイス連邦の自国語はドイツ語・フランス語・イタリア語・ロマンシュ語の4つであるので、この4つの言語でない全ての言語はスイスにとっての外国語である。

## 概説
外国語とは外国の言語のことであり、自国で使われている言語以外の言語である。例えば、フランス人にとっては自国で使われている言語はフランス語なので、それ以外の英語・スペイン語・ロシア語・アラビア語・中国語・日本語などは外国語である。
ただし、地域によっては隣接国の言語が広く用いられるなどの事情から、自国語（母国語）と外国語の厳密な定義・区分けができない場合もある。また、自国における少数民族などが使う言語（日本におけるアイヌ語や琉球諸語など）や、特定の国家に属さない国際補助語（エスペラントなど）については、「外国語」の定義に含めるか議論がある。

## 外国語能力の獲得・外国語学習・外国語教育
外国語を学び獲得することには、より良いキャリア（職業人生）を歩む機会を得たり、認知能力が高まるなど、様々な効能がある。
2004年にイギリスのマイケル・トーマス・ランゲージ・センターが行った調査によると、平均的な労働者が母語以外の言語を話すことができるようになると平均で年収が3300ユーロ増し、生涯賃金では15,000ユーロ増すということや、異性関係も良好になることが判った

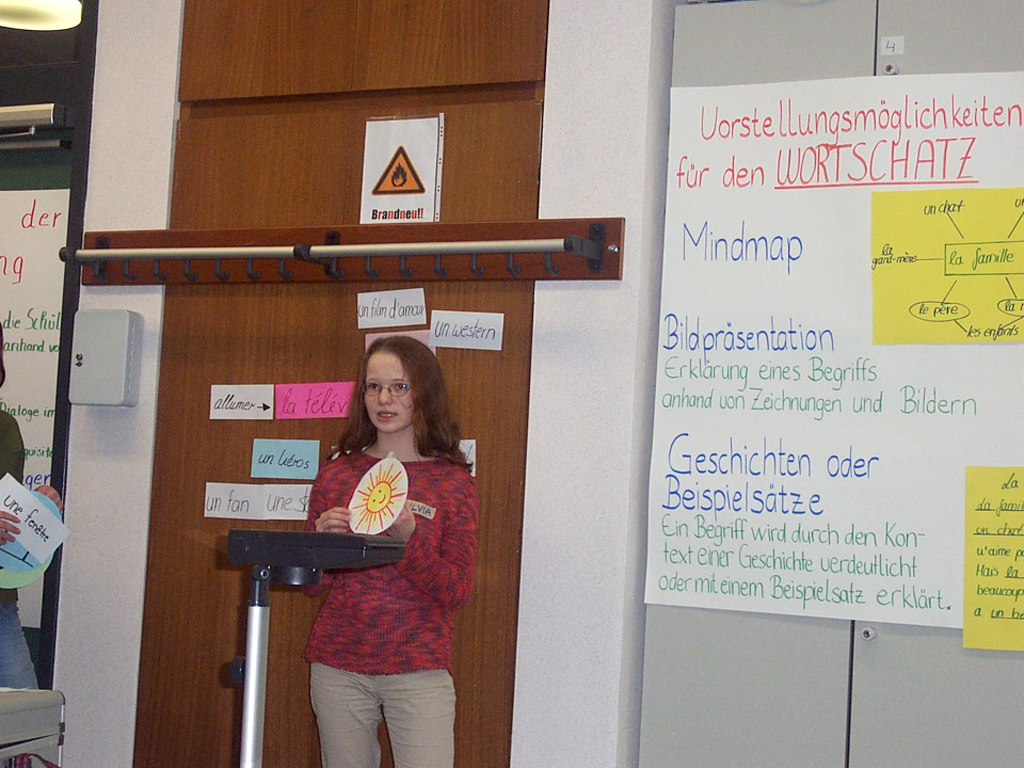
ドイツでのフランス語学習風景。フランス語を学んでいるドイツ人学生が、臨時の先生役になって他の学生にフランス語について説明しているところ。

ヨーロッパでは外国語学習が行われている。イギリス人がフランス語・ドイツ語 ・イタリア語・スペイン語などを学んだり、フランス人が英語・ドイツ語・イタリア語・スペイン語などを学ぶということは行われている。
「先進諸国の中で外国語の学習意欲が特に低い国は米国である」と言われる。米国が軍事力や経済力によって世界の広い領域で影響力をふるってきたのでアメリカ英語が通じる地域が多いために、米国人は米語で済ませてしまう傾向があり、結果として外国語を学んだことも無いような米国人、外国語の知識が全く欠如したような米国人が非常に多い。

## 外国語がらみの作品
- NHK連続テレビ小説『カムカムエヴリバディ』　- 昭和から令和の3つの時代をNHKの「ラジオ英語講座」と共に生きた祖母、母、娘の3世代のヒロインの一世紀におよぶ家族の物語
- NHKドラマ『わげもん〜長崎通訳異聞〜』2022年1月8日から毎週土曜 NHK総合「土曜ドラマ」枠で放送 - 「わげもん（和解者）」とは当時正式には「通詞（つうじ）」と呼ばれ、現代で言うと通訳者のことで、江戸時代の長崎で活躍していたオランダ語に達者なオランダ通詞たちは、幕府の職員であり、オランダとの交易・政治交渉・情報収集などを行うプロフェッショナル集団だった。当物語では波乱の時代を迎えていた幕末に、通詞だった父の失踪の謎を追って伊嶋壮多青年が長崎にやってきて、さまざまな事件に巻き込まれる。外国語を操る者たちが激動の時代に立ち向かう、という物語。